# Фейгинсон, Ной Ильич
Ной Ильич Фейгинсон (1906—1984) — советский селекционер, биолог, фитопатолог. Кандидат сельскохозяйственных наук. Доктор биологических наук (1949).
Последователь И. В. Мичурина, сторонник Т. Д. Лысенко. Был научным сотрудником Центральной лаборатории массового опытничества, Всесоюзного института защиты растений в Ленинграде, затем заместителем директора по научной части Мордовской государственной селекционной станции. В 1948 году доцент Н. И. Фейгинсон возглавил кафедру генетики и селекции биолого-почвенного факультета Московского государственного университета.
Автор работ по патофизиологии и вирусологии растений, теоретической биологии, генетике приобретённых признаков в духе учения Т. Д. Лысенко (корпускулярная генетика), пропаганде мичуринского учения. Под его редакцией вышел том избранных писем Чарльза Дарвина (1950).

## Семья
- Жена — Елизавета Давидовна Гинзбург (1906, Витебск — 1986, Москва), заведующая библиотекой Министерства сельского хозяйства СССР[8][9].
  - Сын — Владлен Нойевич (Ноевич) Гинзбург (1928—?), физик, выпускник МГУ, заведующий лабораторией Радиотехнического института Академии наук СССР (с 1995 года — в Бостоне).
    - Внук — математик Андрей Зелевинский.

## Монографии
- Чего добились крестьяне опытники. М.: Госиздат, 1926.
- Как крестьянину самому испытать семена на всхожесть, чистоту и заражённость (с М. С. Дуниным). М.: Крестьянская газета, 1927.
- Болезни кенафа (с М. С. Дуниным и Е. С. Назаровым). М.: Новая деревня, 1928.
- Комсомольцы лабкоры. Как проводить опытническую работу комсомольской ячейке (с Н. Терентьевым). М. Л.: Молодая гвардия, 1930.
- Массовые опыты в поле, саду и огороде (с М. С. Дуниным). Второе издание. М.: Крестьянская газета, 1930. — 204 с.
- Справочная книга для хат-лабораторий. М.: Сельхозгиз, 1937. — 415 с.
- Яровизация — надёжный способ повышения урожайности / Кандидат сельскохозяйственных наук Н. И. Фейгинсон. Саранск: типография «Красный Октябрь», 1948. — 32 с.
- Наследственность и жизненность: Из цикла лекций «Основы мичуринского учения о наследственности» (Стенограмма публичной лекции, прочитанной в Центральном лектории Общества по распространению политических и научных знаний в Москве). М.: Правда, 1950.
- Наследование приобретаемых свойств. М.: Советская наука, 1951. — 69 с.
- Dědičnost a životaschopnost. Прага: Brázda, 1951.
- N. I. Feiginson. Darwin und Darwinismus. Йена: G. Fischer, 1954.
- Как в СССР человек переделывает природу растений и животных (с В. А. Наседкиной). М.: Библиотека имени В. И. Ленина, 1954.
- Основные вопросы мичуринской генетики. М.: Издательство Московского университета, 1955. — 453 с.
- 遺伝学の根本問題 : モスクワ大学教科書 (Idengaku no konpon mondai: Mosukuwa daigaku kyōkasho). Токио: 日本ミチューリン会 (Nihon Michūrinkai), 1962.
- Корпускулярная генетика: критический обзор. М.: Сельхозиздат, 1963. — 542 с.
- 遺伝学の根本問題: モスクワ大学教科書. Токио, 1975.

## Публикации
- Фейгинсон Н. Участие нескольких отцовских форм в оплодотворении кукурузы. Агробиология, М., 1948, № 1, стр. 92—108.
- Die Beteiligung mehrerer Vaterformen bei der Befruchtung des Maises. Die Agrobiologie 92—108 (1948).
- Фейгинсон Н. Выбраковка нетипичных и нежелательных растений на участках гибридизации подсолнечника. Подсолнечник. —1978. —№ 4. —С. 12—19.